# 月ノ木貝塚
座標: 北緯35度35分43秒 東経140度09分28秒 / 北緯35.59528度 東経140.15778度
月ノ木貝塚（つきのきかいづか）は、千葉県千葉市中央区仁戸名町にある貝塚および環状集落の遺跡。1978年（昭和53年）3月16日に国の史跡に指定され、2006年（平成18年）7月28日に一部範囲が追加指定された。

## 概要
縄文時代中期から後期に営まれた貝塚を伴う環状集落跡である。都川の支流に面した標高25メートルの舌状台地末端に所在する。『千葉市史』編纂事業に伴い1951年（昭和26年）に発掘調査された。
本貝塚は、北方に開口する馬蹄形貝塚と思われていたが、1991年（平成3年）の調査で東側に開口することが判明した。東西150メートル×南北200メートルを測り、全体が土手状の盛り上がりを見せている。南の部分が最も高く、東の部分は低くなる。
1951年（昭和26年）の調査では、貝塚の開口部の東端で約10平方メートルを発掘した結果、貝層下に繩文時代中期の竪穴建物跡4棟が確認されている。1号建物は長径6.7メートル、短径4.7メートルの楕円形を呈し、少なくとも2回の改築を示す。2号建物は、長径5.8メートル、短径4.7メートルの円に近い楕円形を呈し、3号建物を切断し、4号建物によって切断されているなど、複雑に重複し合い、長期にわたり安定した集落が営まれていたことが判明した。
出土遺物には、土器・石器類のほか猪牙製斧・土錘・骨鍬・貝輪など種類も多く、アワビを嵌め込んだ栓状耳飾りは他に類をみない珍しいものである。
貝層を構成する貝類はハマグリやキサゴ、アサリ、シオフキなど浅瀬に棲息するものが多く、鳥獣やクジラの骨も含まれていた。ハマグリの貝殻はほとんどが小型で、大きなものを獲り尽くしていた状況が看取された。